# Řád koruny (Monako)
Řád koruny (francouzsky: Ordre de la Couronne) je monacké státní vyznamenání založené roku 1960. Udílen je občanům Monaka i cizím státním příslušníkům za mimořádné služby.

## Historie a pravidla udílení
Řád byl založen knížetem Rainierem III. dne 20. července 1960. Udílen je za mimořádné služby a skutky občanům Monaka i cizím státním příslušníkům. Dne 23. prosince 1966 byl status řádu upraven. Kromě členů knížecí rodiny a cizinců je řád obvykle udílen od nejnižší třídy. Povýšení ze třídy rytíře do třídy důstojníka je možné nejdříve po čtyřech letech od udělení nižší třídy, povýšení do třídy komtura je možné nejdříve po třech letech od udělení nižší třídy, do třídy velkodůstojníka je možné nejdříve po čtyřech letech od udělení nižší třídy a do třídy velkokříže je možné povýšení nejdříve po pěti letech od udělení nižší třídy.
Nominace na udělení řádu přísluší jeho velmistrovi, tedy monackému knížeti. Kancléř řádu navrhuje příslušná povýšení jeho členů.

## Insignie
Řádový odznak má tvar tlapatého kříže se zlato-stříbrnými rameny. Mezi každým ramenem je zlatý kříž s monogramem zakladatele řádu Rainiera III. Uprostřed odznaku je kulatý bíle smaltovaný medailon s vyobrazením knížecí koruny. Na zadní straně jsou v medailonu routy v barvách monackého státního znaku a dynastie Grimaldiů. Ke stuze je připojen pomocí přechodového prvku ve tvaru zlatého dubovo-vavřínového věnce. Velikost odznaku je v případě první až třetí třídy 60 mm, u dalších dvou nižších tříd pak 40 mm.
Řádová hvězda se svým vzhledem shoduje s odznakem, chybí pouze přechodový prvek. Navíc je středový medailon lemován kruhem tvořeným routami. V průměru má hvězda velikost 85 mm.
Stuha je olivově zelená s červeným proužkem uprostřed. Šířka stuhy je v případě třídy velkokříže 101 mm, u nižších tříd pak 37 mm.

## Třídy
Řád je udílen v pěti třídách:
- velkokříž – Řádový odznak se nosí na široké stuze spadající z pravého ramene na protilehlý bok. Řádová hvězda se nosí nalevo na hrudi.
- velkodůstojník – Řádový odznak se nosí na stuze kolem krku. Řádová hvězda se nosí nalevo na hrudi.
- komtur – Řádový odznak se nosí na stuze kolem krku. Řádová hvězda této třídě již nenáleží.
- důstojník – Řádový odznak se nosí na stužce s rozetou nalevo na hrudi.
- rytíř – Řádový odznak se nosí na stužce bez rozety nalevo na hrudi.

velkokříž
velkodůstojník
komtur
důstojník
rytíř